# Luật bóng đá
Luật bóng đá (tiếng Anh: Laws of the Game) là hệ thống quy định được sử dụng một cách thống nhất trong môn thể thao bóng đá, kể cả bóng đá trên sân cỏ chính thức, bóng đá trong nhà và bóng đá bãi biển, áp dụng tại tất cả các quốc gia trên toàn thế giới. Từ năm 1886 đến nay, nó được quản lý chính thức bởi International Football Association Board (IFAB).
Các luật này đề cập đến số lượng cầu thủ mà một đội cần có, độ dài trận đấu, quy mô của sân và bóng, loại và tính chất phạm lỗi mà các trọng tài có thể xử phạt, trong đó luật việt thường xuyên bị hiểu sai và nhiều luật khác được định nghĩa trong môn thể thao này. Trong một trận đấu, nhiệm vụ của trọng tài là giải thích và thi hành luật.
Có nhiều nỗ lực để chuẩn hóa các quy tắc bóng đá ở Anh vào giữa thế kỷ 19. Luật ban đầu tồn tại từ năm 1863, và một bộ luật được chính thức được Hiệp hội bóng đá Anh mới thành lập thông qua. Theo thời gian, Luật bóng đá đã được sửa đổi, và kể từ năm 1886, chúng đã được duy trì bởi IFAB.
Chúng là những quy tắc duy nhất mà Liên đoàn Bóng đá Thế giới (FIFA) áp dụng cho tất cả các thành viên của mình. Luật bóng đá cho phép một số biến thể tùy chọn nhỏ có thể được thực hiện bởi các hiệp hội bóng đá quốc gia, bao gồm một số điều luật để chơi ở các cấp độ thấp hơn, ngoài ra thì hầu như tất cả các trận bóng đá có tổ chức trên toàn thế giới đều được chơi theo cùng một quy tắc.
Có tất cả 17 điều luật trong Luật bóng đá chính thức. Luật này được thiết kế để áp dụng cho tất cả cấp độ bóng đá, mặc dù nó cho phép các liên đoàn bóng đá quốc gia được phép thay đổi để phù hợp với các giải trẻ, không chuyên nghiệp, hay giải nữ... Thông thường, Luật chỉ là một khung cho phép thay đổi linh hoạt tùy vào đặc điểm trận đấu. Ngoài 17 điều luật, nhiều quyết định được đưa ra bởi IFAB và các chỉ dẫn cũng được đóng góp vào Luật bóng đá.

## Luật bóng đá hiện nay
Luật bóng đá hiện tại bao gồm 17 điều luật sau:
- Luật I: Sân thi đấu
- Luật II: Bóng
- Luật III: Số lượng cầu thủ
- Luật IV: Trang phục của cầu thủ
- Luật V: Trọng tài
- Luật VI: Trợ lý trọng tài
- Luật VII: Thời gian trận đấu
- Luật VIII: Bắt đầu và bắt đầu lại trận đấu
- Luật IX: Bóng trong cuộc và bóng ngoài cuộc
- Luật X: Bàn thắng hợp lệ
- Luật XI: Việt vị
- Luật XII: Lỗi và hành vi khiếm nhã
- Luật XIII: Những quả phạt (trực tiếp và gián tiếp)
- Luật XIV: Quả phạt đền
- Luật XV: Ném biên
- Luật XVI: Quả phát bóng
- Luật XVII: Quả phạt góc.